# Freddy Johansson
Freddy Johansson, ps. „KRIMZ” (ur. 25 kwietnia 1994) – szwedzki profesjonalny gracz Counter-Strike 2, reprezentujący drużynę Fnatic. Były reprezentant takich formacji e-sportowych jak TEAMGLOBAL, LGB eSports, Team Refuse czy GODSENT. Do 30 czerwca 2023 zarobił ok. 953 tysiące dolarów. W 2015 roku zajął 7. miejsce na liście najlepszych graczy CS:GO.

## Życiorys
Karierę rozpoczął w 2013 roku, gdy dołączył do drużyny hatersg0nnahate. 5 sierpnia 2013 roku dołączył do Team Refuse, które 30 sierpnia tego samego roku zostało przejęte przez LGB eSports. 30 czerwca 2014 roku KRIMZ i olofmeister dołączyli do szwedzkiej potęgi – Fnatic. 15 sierpnia 2016 roku organizacje Fnatic oraz GODSENT uzgodniły wymianę zawodników - do Fnatic dołączyli twist i Lekr0, a KRIMZ, JW i flusha przeszli do GODSENT. Ze względu na bardzo słabe wyniki, Freddy opuścił GODSENT i 24 października 2016 roku ponownie dołączył do Fnatic. Uważa się, że w latach 2014–2016 stworzył z olofmeisterem w składzie Fnatic jeden z najlepszych duetów w historii Counter-Strike'a.

## Wyróżnienia indywidualne
- 9. gracz 2014 roku według serwisu HLTV[6]
- 7. gracz 2015 roku według serwisu HLTV[7]
- 9. gracz 2018 roku według serwisu HLTV[8]
- 17. gracz 2019 roku według serwisu HLTV[9]
- 9. gracz 2018 roku według serwisu Thorin's Top[10]
- Najlepszy gracz turnieju WESG 2017 World Finals[11]

## Osiągnięcia drużynowe[12][13]
- 1. miejsce – Svecup 2013 Qualifier #4
- 3/4. miejsce – Fragbite Masters Season 1
- 2. miejsce – Svecup 2013 Grand Finals
- 3/4. miejsce – ESL Major Series One Katowice 2014
- 2. miejsce – ESL One: Cologne 2014
- 1. miejsce – StarLadder StarSeries X
- 1. miejsce – CS:GO Legends Series II
- 3/4. miejsce – DreamHack Invitational II
- 1. miejsce – FACEIT League – Season 2
- 1. miejsce – ESWC 2014
- 1. miejsce – Fragbite Masters Season 3
- 1. miejsce – ESEA Season 17 – Global Invite Division
- 1. miejsce – Clutch Con 2015
- 1. miejsce – IOS Pantamera
- 1. miejsce – King of Majors
- 1. miejsce – ESL One: Katowice 2015
- 1. miejsce – DreamHack Open Tours 2015
- 1. miejsce – Gfinity Spring Masters 2
- 1. miejsce – DreamHack Open Summer 2015
- 1. miejsce – ESL ESEA Pro League Season 1 – Finals
- 1. miejsce – ESL One: Cologne 2015
- 1. miejsce – Fragbite Masters Champions Showdown
- 2. miejsce – Gfinity Champion of Champions
- 1. miejsce – FACEIT 2015 Stage 3 Finals
- 1. miejsce – Fragbite Masters Season 5
- 1. miejsce – ESL ESEA Pro League Season 2 – Finals
- 1. miejsce – StarLadder i-League StarSeries XIV
- 1. miejsce – ESL Expo Barcelona
- 1. miejsce – Intel Extreme Masters X – World Championship
- 3/4. miejsce – ESL One: Cologne 2016
- 2. miejsce – ELEAGUE Season 1
- 3/4. miejsce – ELEAGUE Major: Atlanta 2017
- 2. miejsce – DreamHack Open Summer 2017
- 3/4. miejsce – Esports Championship Series Season 4 – Finals
- 1. miejsce – Intel Extreme Masters XII – World Championship
- 1. miejsce – World Electronic Sports Games 2017
- 1. miejsce – PLG Grand Slam 2018
- 2. miejsce – StarSeries & i-League CS:GO Season 7
- 2. miejsce – Intel Extreme Masters XIV – Sydney
- 1. miejsce – DreamHack Masters Malmö 2019
- 2. miejsce – StarSeries & i-League CS:GO Season 8
- 3/4. miejsce – Esports Championship Series Season 8 – Finals
- 2. miejsce – ESL Pro League Season 10 Finals